# Fórmula 1 Mecánica Argentina

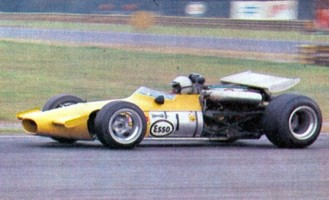
Jorge Ternengo, campeón de F1 Argentina en 1969

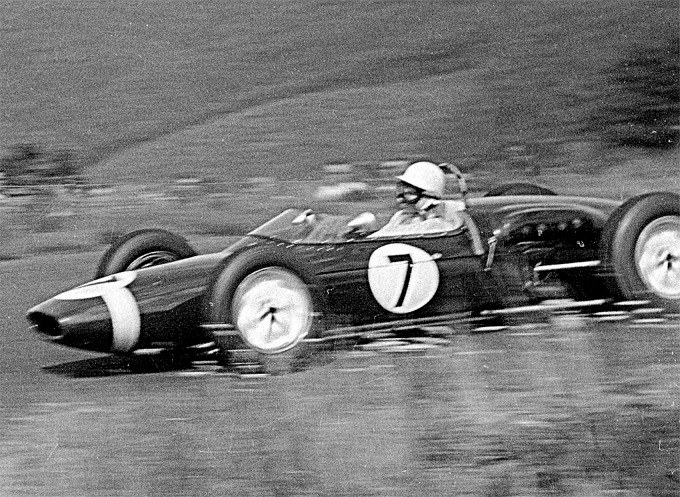
Prototipo de Fórmula 1 Internacional de la década del 60. Su diseño fue adoptado por la F1 Argentina para desarrollar sus coches.

La Fórmula 1 Mecánica Argentina o Fórmula 1 Argentina fue una categoría de automovilismo para monoplazas, creada en dicho país, y que se corrió entre los años 1963 y 1979. La categoría se creó en el año 1964, cimentada sobre la base antiguas competiciones de Fuerza Libre o Fuerza Limitada que se corrieron desde el año 1926. El reglamento de la F1 estipulaba la creación de monoplazas estilo Fórmula 1 nacionales y motorizados con impulsores de 3 a 4 litros. Es así, que en esta categoría, estaban homologados los motores Chevrolet 230 o 250, Ford 221, Dodge Slant-Six y Tornado Interceptor. A lo largo de su desarrollo, grandes figuras hicieron gala de sus habilidades, como Eduardo Copello, Jorge Cupeiro, Luis Rubén Di Palma, Jorge Omar del Río, Jorge Ternengo o Néstor Jesús García Veiga. Su último campeonato a nivel nacional se desarrolló en el año 1979, ya que luego fue reemplazada por la categoría Fórmula 2 Nacional la cual exigía menores costos que la F1. Sin embargo, su actividad no cesó ya que luego de ese cierre, fue recategorizada a categoría zonal, corriéndose hasta la actualidad.

## Historia

### Antecedentes

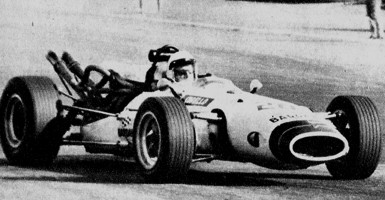
Eduardo Copello, campeón de F1 Argentina en 1968.

En 1926, se trazó un circuito por caminos rurales en la prolongación de la Av. Roca al Oeste de la  hoy RN 34, rodeado de árboles y alambrados  con curvas a 90° como en las cuadrículas usuales de los caminos vecinales, longitud: 37.105 metros que debía recorrerse 21 veces.
Esta competencia se vio perjudicada en el año 1931 debido a la crisis económica que atacó al país, posponiéndose las actividades hasta el año 1934. En el año 1935 nuevamente comenzaron a organizarse competencias de 500 Millas en Rafaela, hasta que en 1936 comenzaron a organizarse competencias en diferentes circuitos del país, pasando la categoría a ser conocida como Fuerza Libre y Fuerza Limitada. De la misma, tomaban partido pilotos que competían a bordo de unidades basadas en los primeros modelos que fueron comercializados en el país, tales como el Ford T o el Chevrolet Classic Six. A la categoría comenzaban a sumarse distintas máquinas de otras marcas, por lo que se hacía cada vez más concurrida. La llegada de la Segunda Guerra Mundial y el consecuente cese de las importaciones, hizo que la actividad de suspendiera hasta finalizada la misma. A causa de esta guerra, se produjo un gran desabastecimiento de combustibles y autopartes, los cuales eran importados en su mayoría desde aquel país.
Una vez finalizado el conflicto bélico, en el año 1946 se intentaría restaurar la actividad creando la categoría monomarca Ford T. La misma fue el eje principal para el retorno de la actividad automotriz al país, siendo restituido en el año 1948 el campeonato de Turismo Carretera y retornando un año antes las competencias de Fuerzas Libre y Limitada. El continuo crecimiento de esta categoría, sumado al auge que comenzaba a tener la Fórmula 1 como categoría mundial, llevó a los preparadores a crear su propia categoría en la cual quedara de manifiesto el potencial de la industria nacional en el armado de vehículos de competición. Fue esta la génesis de una nueva categoría que fue bautizada como F1 Mecánica Argentina.

### Actualidad
En la actualidad, la categoría Mecánica Argentina F1 es una categoría zonal, regenteada por la Asociación Mecánica Argentina Fórmula 1. La misma desarrolla sus actividades compitiendo en circuitos de la provincia de Buenos Aires, manteniendo la metodología implementada en el comienzo, de construcción de prototipos estilo F1, pero con mecánica íntegramente nacional.

Los primeros prototipos de la F1 Mecánica Argentina eran muy similares a los modelos utilizados entre las décadas del 60 y 70 en el Campeonato Mundial de Fórmula 1, y siguieron su evolución hasta después de haberse constituido como categoría zonal. En la actualidad, los monoplazas son similares a aquellos utilizados por la máxima categoría mundial en la década del '80 y siempre manteniendo las motorizaciones de 6 cilindros y de hasta 4 litros de cilindrada.

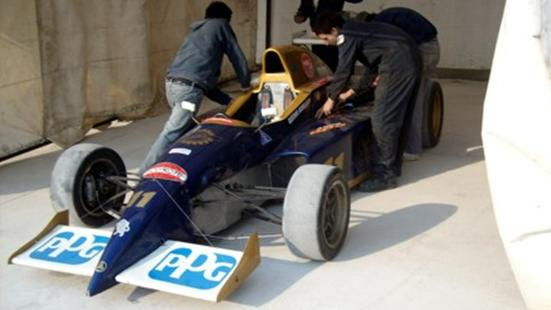
Modelo de 2010 de la F1 Mecánica Argentina.

La F1 Mecánica Argentina había dejado de correrse a nivel nacional luego de la creación en 1980 de la Fórmula 2 Argentina, la cual estaba integrada por monoplazas de Fórmula 2, cuya mecánica estaba principalmente constituida por motores de 4 cilindros en línea de 2000 cm³, derivado de las diferentes marcas que tuviesen representación en Argentina. Estos motores estaban acoplados a cajas de velocidades de 5 marchas, las cuales comenzaban a aparecer en esos años. A las marcas ya conocidas de la F1 Nacional, se le sumaban aquellas de origen europeo, como ser Fiat, Peugeot o Renault.  Esta categoría se constituyó con el fin de poder abaratar los costos que se venían invirtiendo en la F1 Nacional, debido no sólo a la irrupción en el mercado de modelos de 4 cilindros, sino también para poder sobrellevar la crisis energética que se había sucedido en esa época.
Sin embargo, más allá de aquella cancelación del año 1980, en 1985 se decide relanzar la vieja Fórmula 1 Mecánica Argentina, en esta oportunidad de manera zonal. Nuevamente, los antiguos chasis de Fórmula 1 fabricados en Argentina convergían en las pistas, reavivando la esencia de las carreras desarrolladas a nivel nacional, destacándose nuevamente algunas de sus más reconocidas figuras. Durante esta nueva etapa zonal de la categoría, a pesar de haberse sucedido distintos inconvenientes en cuanto a la organización de sus torneos, muchos de los cuales fueron declarados desiertos, se destacaría entre muchos la figura de Orlando Sotro, piloto que obtuviera la plus marca de haberse consagrado 5 veces campeón de la divisional, con la particularidad de haber obtenido el último de ellos a sus 80 años, en el año 2011 y anunciando su retiro en el año 2013, quedando en la historia como el piloto más longevo del automovilismo mundial en abandonar la actividad, a sus 82 años. Sotro falleció en 2014 a los 83 años de edad y con más de 50 años de trayectoria.
En 2013, el campeón fue Carlos Bernassar, quien, al comando de un prototipo Berta-Ford, se alzó por primera vez con el título. El campeonato 2014 fue obtenido por Matías Machuca a bordo de un Bravi-Audi 1,6 4 cilindros, preparación de VC Carrera y motorización de Fabián Catalano. 
Al año siguiente, Guillermo Ferrón obtuvo su campeonato, con un Crespi XXV y motorización Renault 1.6 junto al equipo D´ambrosio Carreras. Mientras que en 2016, logró su título de campeón Guillermo Jones, a bordo de un Crespi XXVII con impulsor Audi 1,8 bajo su propia estructura. El piloto de San Isidro llevó a lo más alto del podio un chasis Crespi modelo XXVII por primera vez en la Argentina.
En la actualidad, la Fórmula 1 Mecánica Argentina continua con sus actividades a nivel zonal, exhibiendo un parque automotor muy nutrido, con prototipos de distinta concepción.

## Campeones

### Campeones de Fuerza Libre
| Año  | Ganadores                 | Marca                |
| ---- | ------------------------- | -------------------- |
| 1936 | Ernesto Blanco            | REO                  |
| 1936 | Umbro Grimozzi            | Ford A               |
| 1937 | Ernesto Blanco            | REO                  |
| 1937 | Carlos Zatuszek           | Mercedes-Benz        |
| 1938 | Domingo Ochoteco          | Alfa Romeo 8C        |
| 1938 | Luis Brosutti             | Mercedes-Benz        |
| 1939 | Carlos Arzani             | Alfa Romeo 8C        |
| 1939 | Eleuterio Donzino         | Cadillac             |
| 1940 | Ernesto Blanco            | REO                  |
| 1941 | Sin campeonato            | Sin campeonato       |
| 1942 | Actividad paralizada      | Actividad paralizada |
| 1943 | Actividad paralizada      | Actividad paralizada |
| 1944 | Actividad paralizada      | Actividad paralizada |
| 1945 | Actividad paralizada      | Actividad paralizada |
| 1946 | Sin campeonato            | Sin campeonato       |
| 1947 | Juan Manuel Fangio        | Volpi-Chevrolet      |
| 1948 | Juan Manuel Fangio        | Volpi-Chevrolet      |
| 1949 | Juan Manuel Fangio        | Volpi-Chevrolet      |
| 1950 | Juan Manuel Fangio        | Talbot               |
| 1951 | José Fanto                | Mercedes-Benz        |
| 1952 | Sin campeonato            | Sin campeonato       |
| 1953 | Sin campeonato            | Sin campeonato       |
| 1954 | Alfredo Pián              | Pian-Ford            |
| 1954 | Roberto Bonomi            | Ferrari              |
| 1955 | Alberto Rodríguez Larreta | Ferrari              |
| 1956 | Carlos Najurieta          | Ferrari              |
| 1957 | Ramón Requejo             | Requejo-Chevrolet    |
| 1958 | José Froilán González     | Chevrolet            |
| 1959 | José Froilán González     | Chevrolet            |
| 1960 | Ramón Requejo             | Requejo-Chevrolet    |
| 1961 | Hugo Galaverna            | Pian-Chevrolet       |
| 1962 | Ramón Requejo             | Requejo-Chevrolet    |

### Campeones de Fuerza Limitada
| Año     | Ganadores       | Marca      |
| ------- | --------------- | ---------- |
| 1936    | Victorio Girola | Rugby      |
| 1939    | Alfredo Pián    | Pian-Ford  |
| 1940    | Alfredo Pián    | Pian-Ford  |
| 1941    | Alfredo Pián    | Pian-Ford  |
| 1947    | Ramón Mazzuti   | Chevrolet  |
| 1948    | Juan Tamborini  | Willys     |
| 1949    | Alfredo Pián    | Pian-Ford  |
| 1950    | Alberto Crespo  | Plymouth   |
| 1951    | Jesús Iglesias  | Plymouth   |
| 1952    | Omar Fuentes    | Ford       |
| 1953    | Remigio Caldara | Ford       |
| 1954    | Enrique Sticoni | Plymouth   |
| 1955    | Enrique Sticoni | Plymouth   |
| 1956    | Gastón Helvecio | Plymouth   |
| 1957    | Omar Fuentes    | Ford       |
| 1958    | Enrique Sticoni | Plymouth   |
| 1959    | Enrique Sticoni | Plymouth   |
| 1960    | Gastón Helvecio | Plymouth   |
| 1961    | Orlando Sotro   | Sotro-Ford |
| 1962    | Orlando Sotro   | Sotro-Ford |
| 1963    | Héctor Plano    | Chevrolet  |
| Fuente: |                 |            |

### Campeones de Fórmula 1 Mecánica Argentina (1963-1979)
| Año  | Piloto                    | Chasis                                | Motor              |
| ---- | ------------------------- | ------------------------------------- | ------------------ |
| 1963 | Nasif Estéfano            | C & M-Chevrolet Loeffel-Chevrolet (*) | Chevrolet          |
| 1964 | Nasif Estéfano            | C y M-Chevrolet                       | Chevrolet          |
| 1965 | No hubo campeonato        | No hubo campeonato                    | No hubo campeonato |
| 1966 | Vicente Cipolatti         | Pian                                  | Chevrolet          |
| 1967 | Ramón Requejo             | Requejo                               | Chevrolet          |
| 1968 | Eduardo José Copello      | Cooper                                | Tornado            |
| 1969 | Jorge Juan Ternengo       | Bravi                                 | Tornado            |
| 1970 | Emilio Bertolini          | Bravi                                 | Tornado            |
| 1971 | Jorge Enrique Cupeiro     | Trueno                                | Chevrolet          |
| 1972 | Ángel Monguzzi            | Pianetto                              | Dodge              |
| 1973 | Néstor Jesús García Veiga | Berta                                 | Tornado            |
| 1974 | Luis Rubén Di Palma       | Berta                                 | Tornado            |
| 1975 | No hubo campeonato        | No hubo campeonato                    | No hubo campeonato |
| 1976 | Pedro Passadore           | Pianetto                              | Dodge              |
| 1977 | Pedro Passadore           | Pianetto                              | Dodge              |
| 1978 | Luis Rubén Di Palma       | Pianetto                              | Dodge              |
| 1979 | Jorge Omar del Río        | Pianetto                              | Dodge              |

(*): Había ganado el campeonato gracias a que Carlos Loeffel le cedió su unidad para completar el torneo. Ese año se había iniciado con un Campetelli y Montalenti, también Chevrolet, pero sus dueños lo reemplazaron por Remigio Caldara al volante, en respuesta a su salida momentánea para ir a correr en el Campeonato Mundial de Fórmula 1. Con el Campetelli Y Montalenti-Chevrolet se consagraría por segunda vez consecutiva en 1964.

### Campeones de Fórmula 1 Mecánica Argentina (desde 1985)
| 1985 | Enzo Sala              | Pian                   | Chevrolet              |  |  |
| 1986 | Orlando Sotro          | Sotro                  | Ford                   |  |  |
| 1987 | Miguel Mercado         | Berta                  | Ford                   |  |  |
| 1988 | Miguel Mercado         | Berta                  | Ford                   |  |  |
| 1989 | Mario Agüero           | Pian                   | Chevrolet              |  |  |
| 1990 | Hugo Caviglia          | Berta                  | Torino                 |  |  |
| 1991 | No hubo torneo         | No hubo torneo         | No hubo torneo         |  |  |
| 1992 | No hubo torneo         | No hubo torneo         | No hubo torneo         |  |  |
| 1993 | No hubo torneo         | No hubo torneo         | No hubo torneo         |  |  |
| 1994 | Orlando Sotro          | Sotro                  | Ford                   |  |  |
| 1995 | Orlando Sotro          | Sotro                  | Ford                   |  |  |
| 1996 | Orlando Sotro          | Sotro                  | Ford                   |  |  |
| 1997 | Orlando Sotro          | Sotro                  | Ford                   |  |  |
| 1998 | Orlando Sotro          | Sotro                  | Ford                   |  |  |
| 1999 | Juan Carlos Castilla   | Castilla               | Ford                   |  |  |
| 2000 | Juan Carlos Castilla   | Castilla               | Ford                   |  |  |
| 2001 | Juan Carlos Castilla   | Castilla               | Ford                   |  |  |
| 2002 | No hubo torneo         | No hubo torneo         | No hubo torneo         |  |  |
| 2003 | Sebastián Pauloni      | Pian                   | Chevrolet              |  |  |
| 2004 | Fue declarado desierto | Fue declarado desierto | Fue declarado desierto |  |  |
| 2005 | Lucas Pauloni          | Pian / Cenci           | Chevrolet              |  |  |
| 2006 | Lucas Pauloni          | Pian                   | Chevrolet              |  |  |
| 2007 | Fue declarado desierto | Fue declarado desierto | Fue declarado desierto |  |  |
| 2008 | Fue declarado desierto | Fue declarado desierto | Fue declarado desierto |  |  |
| 2009 | Fue declarado desierto | Fue declarado desierto | Fue declarado desierto |  |  |
| 2010 | Carlos Zurzolo         | Berta                  | Ford                   |  |  |
| 2011 | Orlando Sotro          | Sotro                  | Ford                   |  |  |
| 2012 | Flavio Soler           | Sotro                  | Ford                   |  |  |
| 2013 | Carlos Bernassar       | Berta                  | Ford                   |  |  |
| 2014 | Matias Machuca         | Bravi                  | Audi                   |  |  |
| 2015 | Guillermo Ferrón       | Crespi                 | Renault                |  |  |
| 2016 | Guillermo Jones        | Crespi                 | Audi                   |  |  |
| 2017 | Guillermo Jones        | Crespi                 | Audi                   |  |  |
| 2018 | Ulices Fernández       | Crespi                 | Audi                   |  |  |
| 2019 | Guillermo Jones        | Crespi                 | Audi                   |  |  |

## Estadísticas

### Pilotos
| N.º | Pilotos                   | Cantidad | Años | Años |
| --- | ------------------------- | -------- | ---- | ---- |
| 1   | Nasif Estéfano            | 2        | 1963 | 1964 |
| 1   | Luis Rubén Di Palma       | 2        | 1974 | 1978 |
| 1   | Pedro Passadore           | 2        | 1976 | 1977 |
| 2   | Vicente Cipolatti         | 1        | 1966 | 1966 |
| 2   | Ramón Requejo             | 1        | 1967 | 1967 |
| 2   | Eduardo José Copello      | 1        | 1968 | 1968 |
| 2   | Jorge Juan Ternengo       | 1        | 1969 | 1969 |
| 2   | Emilio Bertolini          | 1        | 1970 | 1970 |
| 2   | Jorge Enrique Cupeiro     | 1        | 1971 | 1971 |
| 2   | Ángel Monguzzi            | 1        | 1972 | 1972 |
| 2   | Néstor Jesús García Veiga | 1        | 1973 | 1973 |
| 2   | Jorge Omar del Río        | 1        | 1979 | 1979 |

### Chasis
| N.º | Chasistas | Cantidad | Años | Años | Años | Años | Años |
| --- | --------- | -------- | ---- | ---- | ---- | ---- | ---- |
| 1   | Pianetto  | 5        | 1972 | 1976 | 1977 | 1978 | 1979 |
| 2   | Berta     | 4        | 1968 | 1970 | 1973 | 1974 |      |
| 2   | Löeffel   | 2        | 1963 | 1964 |      |      |      |
| 3   | Pian      | 1        | 1966 |      |      |      |      |
| 3   | Requejo   | 1        | 1967 |      |      |      |      |
| 3   | Bravi     | 1        | 1969 |      |      |      |      |
| 3   | Campo     | 1        | 1971 |      |      |      |      |

### Motores
| N.º | Marca     | Cantidad | Años | Años | Años | Años | Años |
| --- | --------- | -------- | ---- | ---- | ---- | ---- | ---- |
| 1   | Chevrolet | 5        | 1963 | 1964 | 1966 | 1967 | 1971 |
| 1   | Tornado   | 5        | 1968 | 1969 | 1970 | 1973 | 1974 |
| 1   | Dodge     | 5        | 1972 | 1976 | 1977 | 1978 | 1979 |